# Giovan Pietro Ragona
Giovan Pietro Ragona (1632 – 1692) è stato uno scultore italiano.

## Biografia
Giovan Pietro Ragona visse e lavorò a Petralia Sottana nel XVII secolo. È stato uno scultore e intagliatore attivo a Petralia Sottana e nelle Madonie insieme alla numerosa famiglia dei Ragona, che lavorò a diverse opere scultore e pittoriche del '600, periodo molto florido per l'arte in Sicilia. A lui ed alla sua famiglia di artisti sono attribuite diverse opere soprattutto nel suo paese d'origine e nella vicina Petralia Soprana. Giovan Pietro è il più attivo della famiglia, con i fratelli Giuseppe e Michele (o Michelangelo, che fu attivo anche a Caltanissetta) nel ruolo di aiutanti. Spesso erroneamente si attribuiscono solo a Giovan Pietro opere dei suoi familiari che benché poco conosciuti dagli storici e critici d'arte sono degni di nota per le splendide opere scultoree e pittoriche lasciate nelle chiese dei centri Madoniti. La cappella maggiore della chiesa di San Francesco di Petralia Sottana fu affrescata dai Ragona per volere del barone Egidio Pucci che ne acquisì diritto di patronato nel XVII secolo.
La sua prima opera (1655) risulta essere il rifacimento della testa e l'aggiunta di un bambino alla statua di Sant'Antonio da Padova nella chiesa di San Giuliano. L'opera è oggi nella chiesa del Monte.

## Elenco parziale delle opere attribuite ai Ragona
Motta d'Affermo 
- 1674, Immacolata Concezione, commissione di Giovanni Lo Carlo, opera destinata alla chiesa di San Rocco e custodita nel vestibolo dell'Oratorio di San Filippo Neri.[3]

 Petralia Soprana 
- 1697 ante, Immacolata Concezione, chiesa di Santa Maria la Pinta o chiesa di Santa Maria ad Nives.[2][4]
- XVII secolo, San Francesco d'Assisi, statua lignea della cappella eponima del duomo dei Santi Apostoli Pietro e Paolo.[2]

 Petralia Sottana 
- XVII secolo, Sant'Antonio abate, opera documentata nella chiesa di Santa Maria la Fontana.
- 1687, Santissimo Salvatore, chiesa del Santissimo Salvatore.
- XVII secolo, Cristo alla colonna ed Ecce Homo, chiesa di Santa Maria degli Angeli dell'Ordine dei frati minori cappuccini.
- XVII secolo, Ciborio ligneo, della chiesa di San Francesco d'Assisi.
- XVII secolo, Fercolo ligneo di San Calogero, chiesa di San Calogero.
- XVII secolo, Crocifisso, chiesa del Monte di Pietà (oggi nella sacrestia della chiesa madre).[2]
- XVII secolo, Sant'Eligio, chiesa del Monte di Pietà.[2]
- XVII secolo, Antependium con al centro il rilievo del Battesimo di Cristo fra Santa Caterina da Siena e Santa Maria Maddalena, chiesa della Santissima Trinità alla Badia (oggi nella chiesa di San Francesco).[2]

- Basilica di Maria Santissima Assunta.
  - 1669, Crocifisso, scultura lignea, sacrestia.
  - XVII secolo, Armadio  intarsiato di grandi dimensioni della sacrestia.
  - XVII secolo, Altare sotto il titolo delle Anime del Purgatorio.
  - XVII secolo fine, San Michele Arcangelo.

## Giuseppe Ragona
- XVII secolo, Stalli del coro della basilica di Maria Santissima Assunta.

## Michelangelo Ragona
Fratello di Giovan Pietro Ragona.
- 1668, Fercolo ligneo destinato a processionare la statua dell'Immacolata Concezione di Castel di Lucio.
- 1669, Fercolo ligneo (salice e pioppo) commissionato dalla società del Santissimo Crocifisso, opera documentata e non più esistente per la processione del Signore della Città di Caltanissetta.